# Juan Costa y Deu
Juan Costa y Deu (Sabadell, 22 de mayo de 1883-Génova, 23 de febrero de 1938) fue un periodista y escritor español.

## Biografía
Nació en Sabadell en 1883.  Fue miembro de la Lliga Regionalista, siendo un ardiente activista del catalanismo. Comenzó su carrera periodística publicando artículos en La Creu del Montseny, revista fundada por Jacinto Verdaguer en 1899. Redactor jefe del periódico La Veu de Catalunya, también ejerció como director del Diario de Sabadell y La Veu de Sabadell. 
En 1925 fundó la Biblioteca Sabadellenca, una colección bibliográfica impulsada por la Liga Regionalista sabadellense que también dirigió. En 1932 accedió a la presidencia de la Asociación de periodistas de Barcelona, fundando la revista Annals del Periodisme Català —con la idea de que ejerciera como órgano de referencia para los periodistas de Cataluña—. Tras el estallido de la Guerra civil hubo de abandonar Cataluña, exiliándose en la Italia fascista. Participó como locutor en Radio Veritat, que transmitía desde la Italia fascista durante la guerra civil española.Lainz, Jesús (2017). «¡Visca Franco! ¡Arriba Espanya!». El privilegio catalán. 300 años de negocio de la burguesía catalana. Madrid: Ediciones Encuentro. ISBN 978-84-9055-844-7.
Falleció en Génova el 23 de febrero de 1938.

## Obras
- La nit del 6 d'octubre a Barcelona (1935)
- Cento martiri della Rivoluzione del 1936 nella Catalogna (1937)
- Barcelona sotto l'incubo del terrore rosso (1938)